# Херман IV фон Зафенберг
Херман IV фон Зафенберг (на немски: Hermann IV von Saffenberg, Hermann II von Saffenberg-Nörvenich; * 1027; † 1172 или 1091) от фамилията Зафенберг/Зафенбург, е граф на Зафенберг и Ньорвених, фогт на Корнелимюнстер и „Св. Мартин“ в Кьолн. През 1081 г. като граф на Ньорвених той получава владението на още едно графство в Рейнланд.

## Произход
Фамилията Зафенберг произлиза от последните графове от род Берг в каролингския Келдахгау. Замъкът Зафенбург се намира в Майшос в Артал.
Той е син на граф Адолф II фон Ньорвених (* ок. 987; † сл. 1041), граф в Келдахгау, който е син на граф Херман II фон Зафенберг, господар на Ньорвених († 1041) и внук на пфалцграф Херман I от Лотарингия († 996). Брат е на Адолф фон Берг († сл. 1063) и роднина на граф Адолф II фон Берг († 1170).

## Фамилия
Херман IV фон Зафенберг се жени за Гепа фон Верл (* 1032; † пр. 1108), дъщеря на граф Адалберт фон Верл. Те имат четирима сина:
- Адалберт фон Зафенберг-Ньорвених († 1109/1110), женен I. за Гертруд († сл. 1075/сл. 1131), II. сл. 1073 г. за Мехтилд († 4 ноември 1110), баща на Адолф II фон Зафенберг-Ньорвених/IV († 1152)
- Адолф фон Ньорвених († 1094), граф на Ньорвених
- Херман II фон Зафенберг, баща на Херман III Криспус фон Зафенберг († сл. 1103)
- Готфрид фон Зафенберг († сл. 1098)

## Галерия
- Замък Зафенбург (2015)
- Дворец Ньорвених (2012)
- Останки от замък Зафенбург на планината